# Aigueperse (Puy-de-Dôme)
Pour les articles homonymes, voir Aigueperse.
Ne doit pas être confondu avec Aigueperse (Rhône).
Aigueperse est une commune française située dans le département du Puy-de-Dôme, en région Auvergne-Rhône-Alpes.
La ville est située au nord de la Limagne et a été pendant la Renaissance la capitale d'une petite principauté autonome, la principauté de Montpensier. Cette dernière est intégrée par la suite à la province du Bourbonnais.

## Géographie

### Localisation
Aigueperse est située au nord du département du Puy-de-Dôme, dans la plaine de la Limagne, à 16,7 km à vol d'oiseau au nord-nord-est du chef-lieu d'arrondissement Riom et à 28,7 km à vol d'oiseau au nord-nord-est du chef-lieu du département Clermont-Ferrand, mais aussi à 8,6 km au sud de Gannat.
Aigueperse est traversée d'ouest en est par un ruisseau, le Buron, affluent de l'Allier, qui passe dans la partie méridionale de la ville ; le Buron est couvert dans la partie centrale, de part et d'autre de la Grande Rue, au niveau de la rue du Buron.
Six communes sont limitrophes d'Aigueperse :
| Chaptuzat, Vensat |            | Montpensier        |
|                   | Aigueperse |                    |
| Artonne, Aubiat   |            | Bussières-et-Pruns |

### Climat
Pour des articles plus généraux, voir Climat d'Auvergne-Rhône-Alpes et Climat du Puy-de-Dôme.
En 2010, le climat de la commune est de type climat océanique dégradé des plaines du Centre et du Nord, selon une étude du Centre national de la recherche scientifique s'appuyant sur une série de données couvrant la période 1971-2000. En 2020, Météo-France publie une typologie des climats de la France métropolitaine dans laquelle la commune est exposée à un climat de montagne ou de marges de montagne et est dans la région climatique Nord-est du Massif Central, caractérisée par une pluviométrie annuelle de 800 à 1 200 mm, bien répartie dans l’année.
Pour la période 1971-2000, la température annuelle moyenne est de 10,8 °C, avec une amplitude thermique annuelle de 16,2 °C. Le cumul annuel moyen de précipitations est de 661 mm, avec 8 jours de précipitations en janvier et 7 jours en juillet. Pour la période 1991-2020, la température moyenne annuelle observée sur la station météorologique de Météo-France la plus proche, « Charmes_sapc », sur la commune de Charmes à 7 km à vol d'oiseau, est de 11,9 °C et le cumul annuel moyen de précipitations est de 675,4 mm,. Pour l'avenir, les paramètres climatiques de la commune estimés pour 2050 selon différents scénarios d'émission de gaz à effet de serre sont consultables sur un site dédié publié par Météo-France en novembre 2022.

## Urbanisme

### Typologie
Au 1er janvier 2024, Aigueperse est catégorisée bourg rural, selon la nouvelle grille communale de densité à sept niveaux définie par l'Insee en 2022.
Elle appartient à l'unité urbaine d'Aigueperse, une agglomération intra-départementale regroupant deux  communes, dont elle est ville-centre,,. Par ailleurs la commune fait partie de l'aire d'attraction de Clermont-Ferrand, dont elle est une commune de la couronne,. Cette aire, qui regroupe 209 communes, est catégorisée dans les aires de 200 000 à moins de 700 000 habitants,.

### Occupation des sols
L'occupation des sols de la commune, telle qu'elle ressort de la base de données européenne d’occupation biophysique des sols Corine Land Cover (CLC), est marquée par l'importance des territoires agricoles (80,9 % en 2018), en diminution par rapport à 1990 (84,4 %). La répartition détaillée en 2018 est la suivante : terres arables (73,5 %), zones urbanisées (15,5 %), prairies (7,4 %), zones industrielles ou commerciales et réseaux de communication (3,6 %). L'évolution de l’occupation des sols de la commune et de ses infrastructures peut être observée sur les différentes représentations cartographiques du territoire : la carte de Cassini (XVIIIe siècle), la carte d'état-major (1820-1866) et les cartes ou photos aériennes de l'IGN pour la période actuelle (1950 à aujourd'hui).

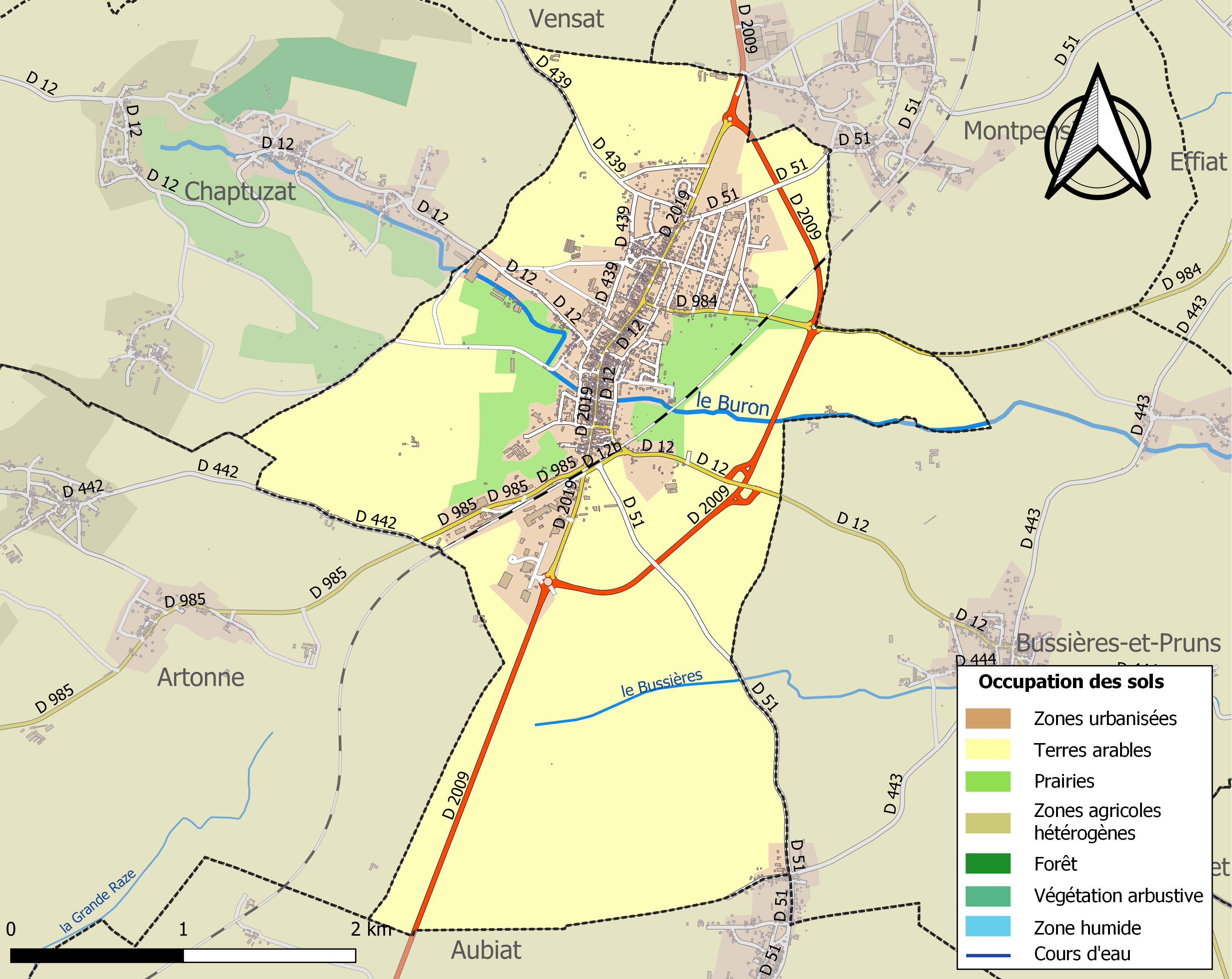
Carte des infrastructures et de l'occupation des sols de la commune en 2018 (CLC).

### Habitat et logement
En 2018, le nombre total de logements dans la commune était de 1 261, alors qu'il était de 1 203 en 2013 et de 1 108 en 2008.
Parmi ces logements, 85,8 % étaient des résidences principales, 2,4 % des résidences secondaires et 11,8 % des logements vacants. Ces logements étaient pour 76,5 % d'entre eux des maisons individuelles et pour 23 % des appartements.
Le tableau ci-dessous présente la typologie des logements à Aigueperse en 2018 en comparaison avec celle du Puy-de-Dôme et de la France entière. Une caractéristique marquante du parc de logements est ainsi une proportion de résidences secondaires et logements occasionnels (2,4 %) inférieure à celle du département (10,1 %) mais supérieure à celle de la France entière (9,7 %). Concernant le statut d'occupation de ces logements, 65,6 % des habitants de la commune sont propriétaires de leur logement (62,4 % en 2013), contre 61,5 % pour le Puy-de-Dôme et 57,5 pour la France entière.
| Typologie                                               | Aigueperse | Puy-de-Dôme | France entière |
| ------------------------------------------------------- | ---------- | ----------- | -------------- |
| Résidences principales (en %)                           | 85,8       | 79,5        | 82,1           |
| Résidences secondaires et logements occasionnels (en %) | 2,4        | 10,1        | 9,7            |
| Logements vacants (en %)                                | 11,8       | 10,4        | 8,2            |

### Voies de communication et transports
La commune est traversée par l'ancienne route nationale 9, devenue la route départementale (RD) 2019. La RD 2009, anciennement RD 448, la contourne par l'est. Ces deux routes constituent un axe Moulins – Gannat – Clermont-Ferrand.
D'autres routes départementales traversent la commune : la RD 12, vers Chaptuzat au nord-ouest et Thuret au sud-est, la RD 51 vers Montpensier et Sardon, la RD 439 vers Vensat, la RD 984 vers Effiat et Vichy ainsi que la RD 985 (ancienne route nationale) vers Saint-Myon et Combronde.
La ligne de Saint-Germain-des-Fossés à Nîmes-Courbessac traverse cette commune. Une gare est implantée où s'arrêtent des TER Auvergne-Rhône-Alpes reliant Clermont-Ferrand à Gannat et Montluçon.
Aucune ligne du réseau interurbain du Puy-de-Dôme, géré par la région Auvergne-Rhône-Alpes, ne dessert la commune.

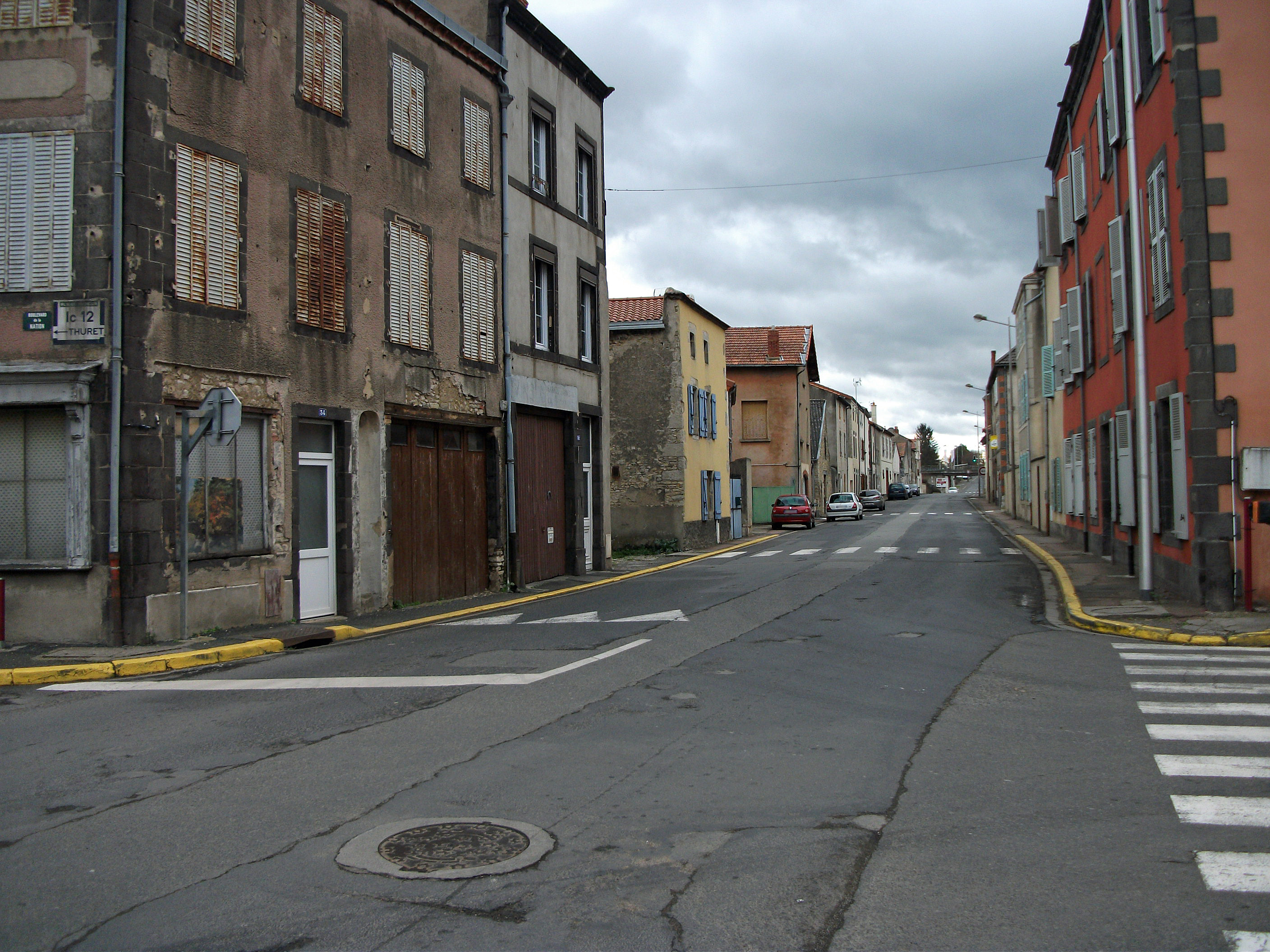
Grande Rue (RD 2019) en direction de Riom.
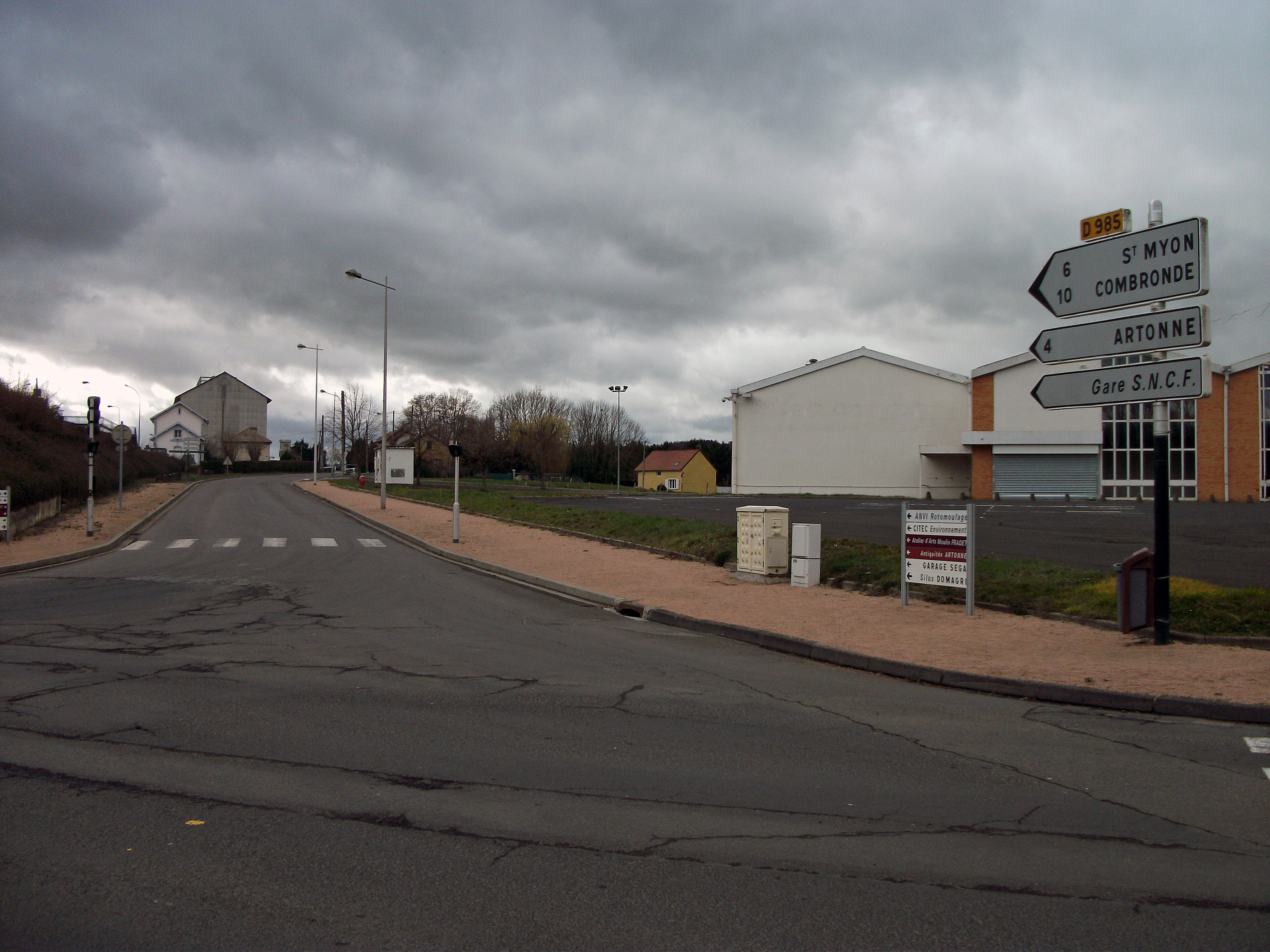
Début de la RD 985 en direction de Combronde.
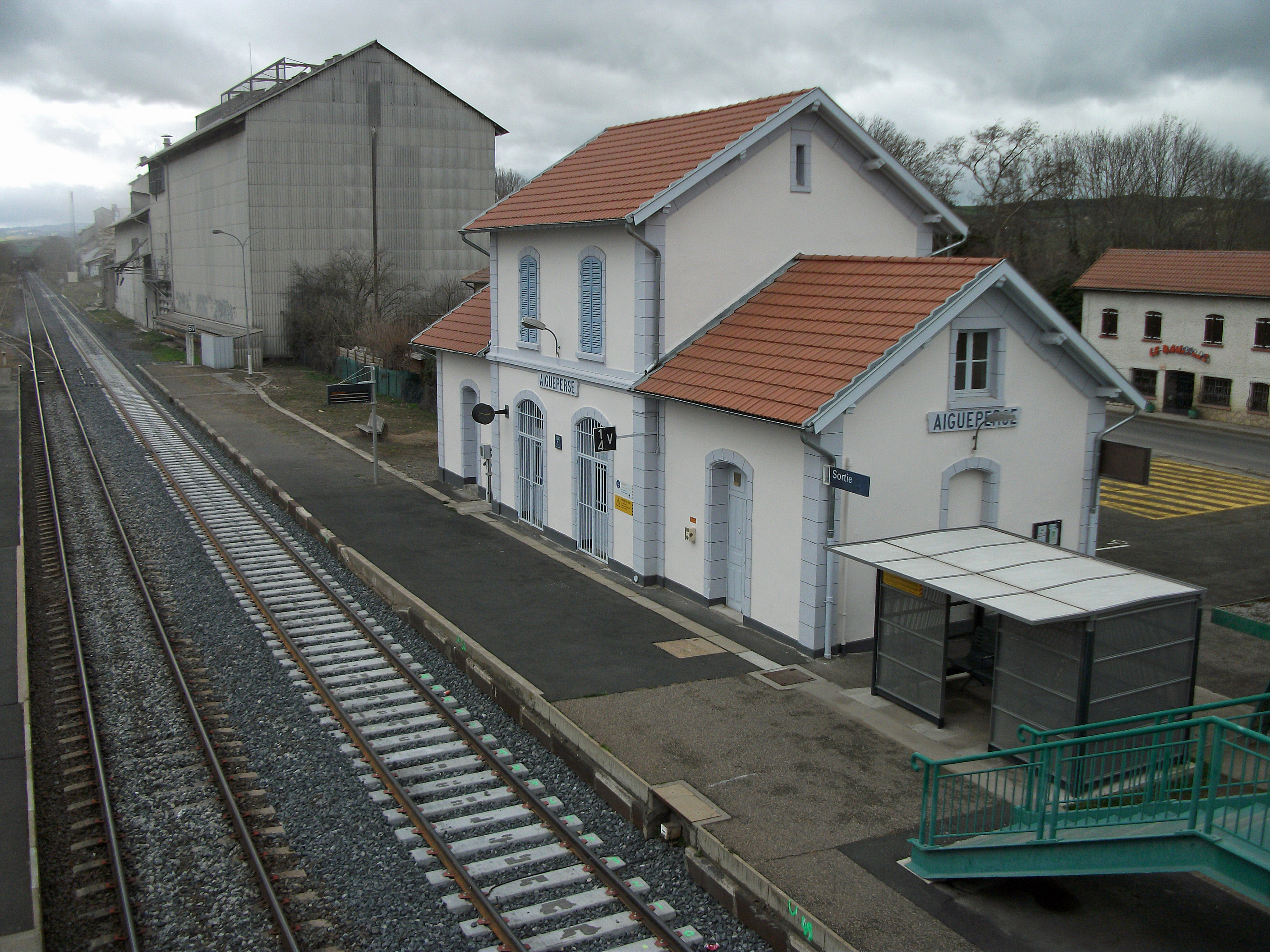
Gare d'Aigueperse.

## Toponymie

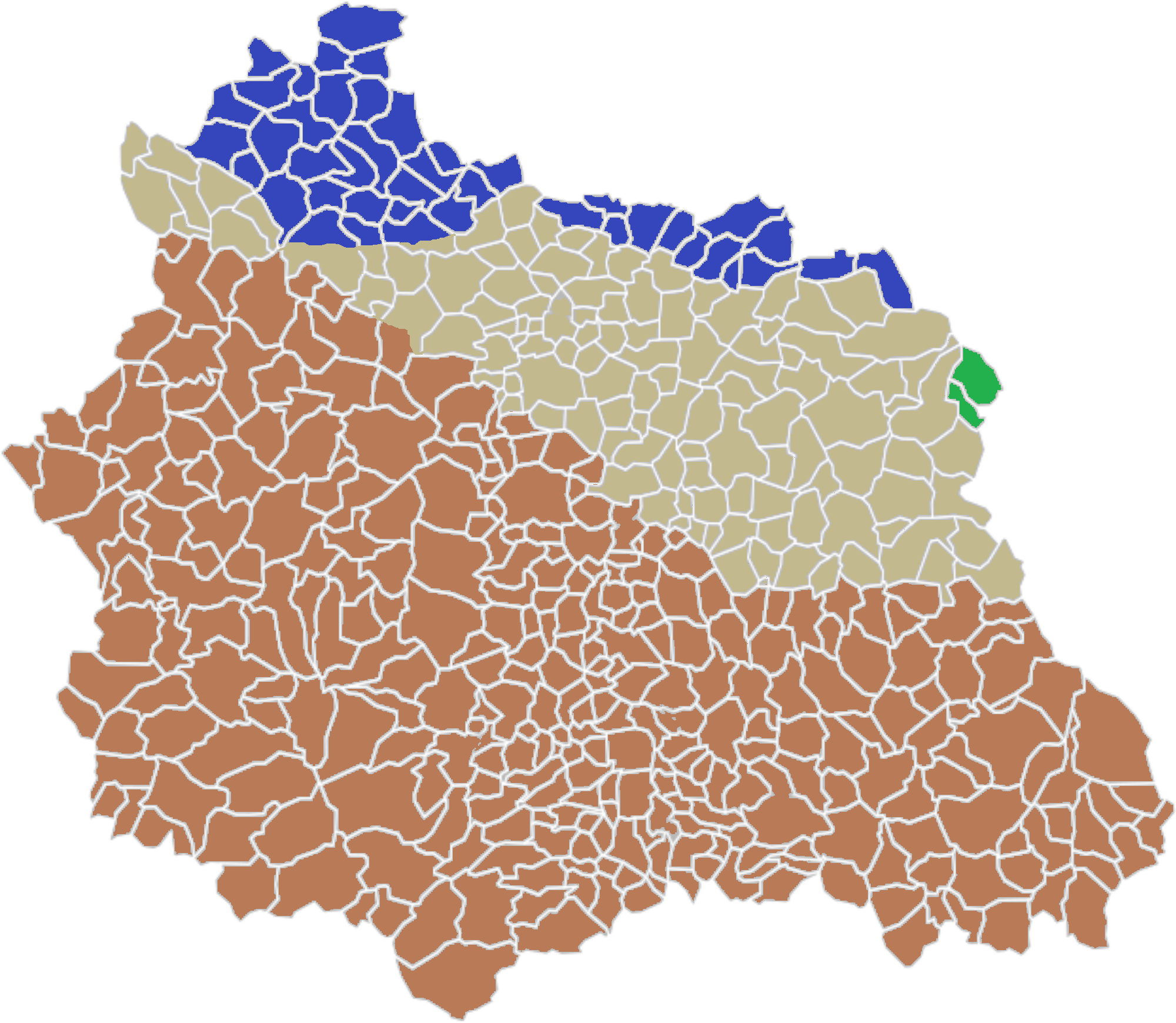
Carte linguistique du département du Puy-de-Dôme : Bleu : Croissant (langue intermédiaire oc / oïl) ; marron foncé : auvergnat ; marron grisé : auvergnat pré-oïlisé (fortement francisé, dont Aigueperse) ; en vert le francoprovençal.

Le nom de la localité est attesté sous la forme Avilla quae Aqua sparsa dicitur en 1016,, Esguiparsa en 1368 et en 1408, Aigueparse en 1395.
Il s'agit d'une formation toponymique médiévale caractéristique de l'ancien occitan en Aiga-, bien que les formes Esguiparsa de 1368 et 1408 laisse penser qu'il pourrait s'agir d'un autre élément, ou, à moins qu'il n'y ait eu une métathèse de [s] dans *Aigua-sparsa. Le nom local Aigapersa, ou sa variante Guiparsa, vont dans ce sens.
Une forme en Aiga- est soutenue par la forme latinisée la plus ancienne Aqua sparsa et diverses autres attestations postérieures. En outre, cette interprétation est appuyée par l'homonyme Aigueperse (Rhône, de Aquis passis 1100). De surcroît, il existe toute une série de toponymes caractéristiques des domaines occitan et franco-provençal en Aigue-.
Le second élément -perse procède ultimement d'un bas latin *parsa ou directement du latin sparsa « éparse, étalée »,, de même étymologie que le français éparse. Il s'agit donc d'un « lieu à (aux) l'eau(x) éparse(s) », au sens d'« eau(x) stagnante(s) répandue(s) ici et là ».
De cette évolution découle donc le nom en nord-occitan Aigapèrsa, qui signifie aussi en ancien occitan Aigapersa qui signifie « où perse les eaux ».
Aigueperse est aussi frontalière du Croissant, espace linguistique où se rejoignent et se mélangent langue d'oc et langue d'oïl, et qui débute avec les communes voisines situées juste au nord (ex. Montpensier, etc.). Même si Aigueperse n'en fait pas partie, les influences linguistiques françaises ont fortement influencés le parler traditionnel local (aire de pré-oïlisation du nord du Puy-de-Dôme avec Riom et Thiers).

## Histoire

### Protohistoire
Une agglomération établie au IIIe siècle av. J.-C. et abandonnée au cours du Ier siècle av. J.-C.,  interprétée comme  laténienne, a été retrouvée sur la commune. Elle a été réoccupée dans la seconde moitié du Ier siècle av. J.-C. Des activités de métallurgie et de production de céramique y sont attestées. L'emprise réelle de l'agglomération demeure inconnue.

### Antiquité
Pendant l'Antiquité, le secteur reste densément occupé avec notamment plusieurs villas et ensembles funéraires. La commune est traversée par la Voie d'Hadrien, voie romaine sud-nord qui relie Clermont-Ferrand à Autun en passant par Vichy. Une borne milliaire indiquant une distance de vingt-et-un mille pas romains de Augustonemetum (Clermont-Ferrand) sur cette voie y a été trouvée. Elle est dédiée à l'empereur Claude et datée des années 45-46 au 1er siècle après J.C..(référence : CIL 13, 08908)

### Moyen Âge

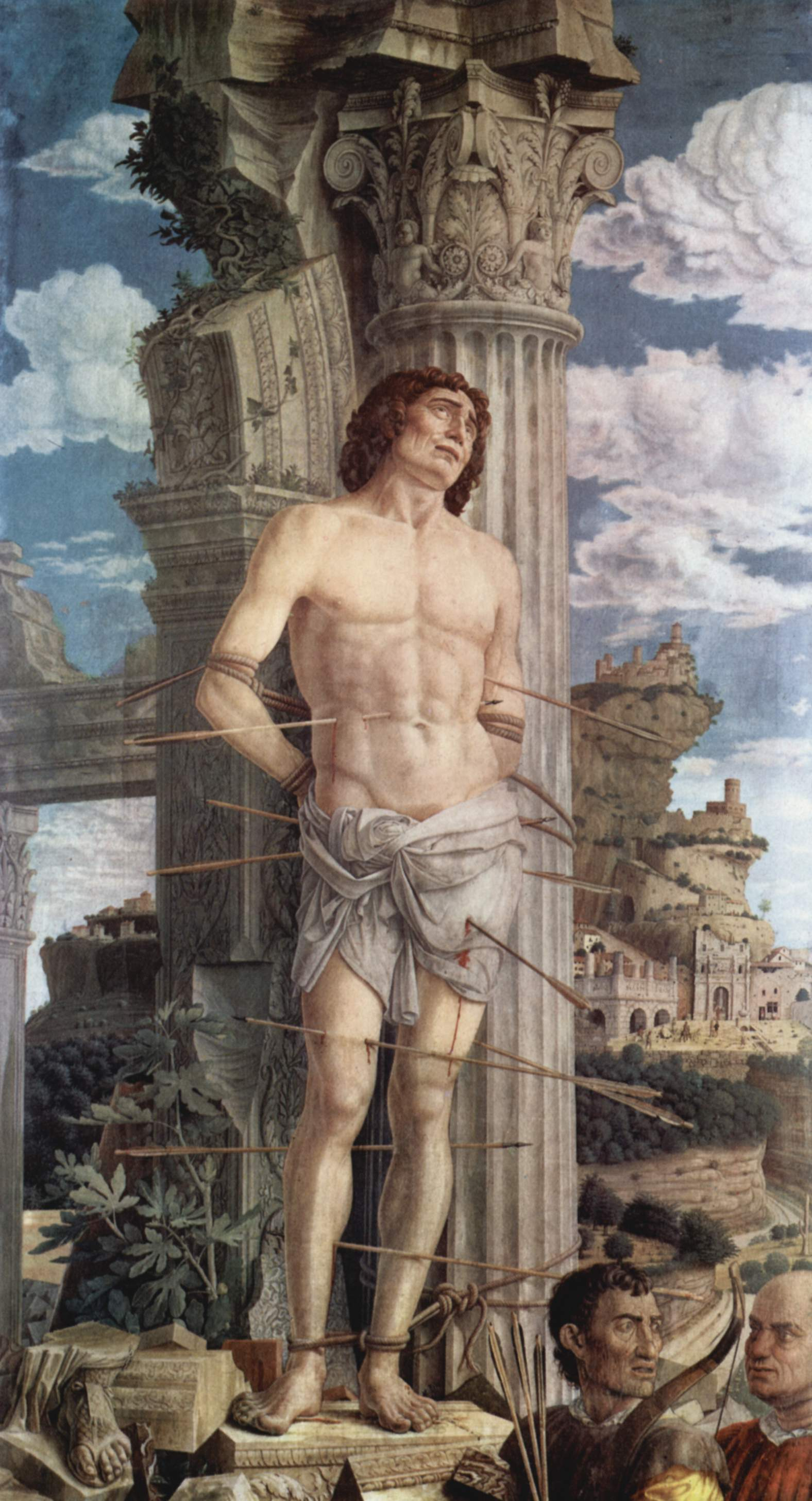
Le Martyre de saint Sébastien, d'Andrea Mantegna, 1480, (toile, 255 × 140 cm, musée du Louvre, Paris), autrefois en l'église d'Aigueperse.

La ville fut la capitale du comté de Montpensier.
Le duc de Bourbon, Jean Ier de Bourbon et son épouse, Marie de Berry font construire le couvent Sainte-Claire. La première pierre est posée le 4 novembre 1423. Les clarisses sont dirigées par sainte Colette. L'église est consacrée le 26 juin 1425.
Lors de la Praguerie de 1440, elle fait partie des treize bonnes villes d'Auvergne qui rejoignirent le camp de Charles VII, en refusant d'ouvrir leurs portes aux rebelles. Privés de soutien, ceux-ci sont alors contraints de négocier le traité de Cusset.
Le 21 mai 1465, lors de sa campagne contre la ligue du Bien public, le roi Louis XI octroie par lettres patentes des droits aux bourgeois et à la commune, afin de les remercier de leur fidélité envers la couronne.
Le 25 février 1481, Gilbert de Bourbon-Montpensier épouse, en la cathédrale de Mantoue, Claire de Gonzague (°1464-† 1503), fille de Frédéric Ier, marquis de Mantoue, et de Marguerite de Bavière. Le tableau de Mantegna, dit le saint Sébastien d'Aigueperse, vendu au musée du Louvre en 1910, faisait sans doute partie de la dot et arriva peut-être à Aigueperse en même temps que Claire, le 22 juillet 1481.
Michel de L'Hospital, nommé Chancelier de France en 1560, est né vers 1506 au château de la Roche à Aigueperse.
Au cours de la période révolutionnaire de la Convention nationale (1792-1795), la commune a porté le nom de Montplâtre.

## Politique et administration

### Découpage territorial
La commune d'Aigueperse abrite le siège de la communauté de communes Plaine Limagne, un établissement public de coopération intercommunale (EPCI) à fiscalité propre créé le 1er janvier 2017. Ce dernier est par ailleurs membre d'autres groupements intercommunaux. Jusqu'au 31 décembre 2016, elle était le siège de la communauté de communes Nord Limagne.
Sur le plan administratif, elle est rattachée à l'arrondissement de Riom, à la circonscription administrative de l'État du Puy-de-Dôme et à la région Auvergne-Rhône-Alpes. Elle était chef-lieu de canton jusqu'en mars 2015.
Sur le plan électoral, elle dépend du canton d'Aigueperse (dont elle est le bureau centralisateur) pour l'élection des conseillers départementaux, depuis le redécoupage cantonal de 2014 entré en vigueur en 2015, et de la deuxième circonscription du Puy-de-Dôme pour les élections législatives, depuis le dernier découpage électoral de 2010 (sixième circonscription avant 2010).

### Élections municipales et communautaires

#### Élections de 2020
Le conseil municipal d'Aigueperse, commune de plus de 1 000 habitants, est élu au scrutin proportionnel de liste à deux tours (sans aucune modification possible de la liste), pour un mandat de six ans renouvelable. Compte tenu de la population communale, le nombre de sièges à pourvoir lors des élections municipales de 2020 est de 23. Les vingt-trois conseillers municipaux sont élus au premier tour, le 15 mars 2020, avec un taux de participation de 58,50 %, se répartissant en : dix-huit sièges issus de la liste de Luc Chaput et cinq sièges issus de la liste de Catherine Cuzin.
Les cinq sièges attribués à la commune au sein du conseil communautaire de la communauté de communes Plaine Limagne se répartissent en : quatre sièges issus de la liste de Luc Chaput et un siège issu de la liste de Catherine Cuzin.

### Liste des maires
| Période                                  | Période   | Identité          | Étiquette | Qualité |
| ---------------------------------------- | --------- | ----------------- | --------- | --- |
| Les données manquantes sont à compléter. |           |                   |           | |
| 1929                                     | 1935      | Félix Damaison    | Rad.      | Huissier Conseiller général du canton d'Aigueperse (1932-1937)                                                            |
| 1951                                     | mars 1977 | Pierre Marliac    | Centriste | Pharmacien Conseiller général du canton d'Aigueperse (1958-1970)                                                          |
| mars 1977                                | juin 1995 | Gérard Boche      | UDF-PR    | Retraité Député de la 6e circonscription du Puy-de-Dôme (1993-1997) Conseiller général du canton d'Aigueperse (1970-1999) |
| juin 1995                                | mars 2014 | Gilbert Petitalot | PS        | Retraité de l'enseignement                                                                                                |
| mars 2014                                | En cours  | Luc Chaput        | UMP-LR    | Directeur de banque Conseiller général du canton d'Aigueperse (1999-2015)                                                 |

### Autres élections
Aux élections législatives de 2012, la députée Christine Pirès-Beaune a été élue dans la deuxième circonscription du Puy-de-Dôme, avec 59,95 % des suffrages exprimés. 56,04 % des électeurs ont voté.
Luc Chaput remporte l'élection municipale de 2014 avec dix-huit sièges dont cinq au conseil communautaire. 72,89 % des électeurs ont voté. Il est réélu en 2020.
Aux élections départementales de 2015, le binôme Claude Boilon - Catherine Cuzin, élu dans le canton, n'a pas recueilli la majorité des voix au second tour (37,47 %). 61,64 % des électeurs ont voté.

### Jumelages
- Allstedt (Allemagne) depuis le 18 novembre 2000.

## Population et société

### Démographie

#### Évolution démographique
L'évolution du nombre d'habitants est connue à travers les recensements de la population effectués dans la commune depuis 1793. Pour les communes de moins de 10 000 habitants, une enquête de recensement portant sur toute la population est réalisée tous les cinq ans, les populations de référence des années intermédiaires étant quant à elles estimées par interpolation ou extrapolation. Pour la commune, le premier recensement exhaustif entrant dans le cadre du nouveau dispositif a été réalisé en 2007.

En 2022, la commune comptait 2 700 habitants, en évolution de −0,74 % par rapport à 2016 (Puy-de-Dôme : +2,1 %, France hors Mayotte : +2,11 %).
| 1793  | 1800  | 1806  | 1821  | 1831  | 1836  | 1841  | 1846  | 1851  |
| ----- | ----- | ----- | ----- | ----- | ----- | ----- | ----- | ----- |
| 4 351 | 5 045 | 4 542 | 4 658 | 3 217 | 3 219 | 3 053 | 2 969 | 2 919 |

| 1856  | 1861  | 1866  | 1872  | 1876  | 1881  | 1886  | 1891  | 1896  |
| ----- | ----- | ----- | ----- | ----- | ----- | ----- | ----- | ----- |
| 2 838 | 2 697 | 2 600 | 2 540 | 2 485 | 2 486 | 2 403 | 2 341 | 2 325 |

| 1901  | 1906  | 1911  | 1921  | 1926  | 1931  | 1936  | 1946  | 1954  |
| ----- | ----- | ----- | ----- | ----- | ----- | ----- | ----- | ----- |
| 2 257 | 2 115 | 2 065 | 1 746 | 1 760 | 1 740 | 1 684 | 1 634 | 1 762 |

| 1962  | 1968  | 1975  | 1982  | 1990  | 1999  | 2006  | 2007  | 2012  |
| ----- | ----- | ----- | ----- | ----- | ----- | ----- | ----- | ----- |
| 2 017 | 2 273 | 2 680 | 2 734 | 2 534 | 2 504 | 2 521 | 2 522 | 2 630 |

| 2017  | 2022  | - | - | - | - | - | - | - |
| ----- | ----- | - | - | - | - | - | - | - |
| 2 732 | 2 700 | - | - | - | - | - | - | - |

#### Pyramide des âges
En 2018, le taux de personnes d'un âge inférieur à 30 ans s'élève à 29,7 %, soit en dessous de la moyenne départementale (34,2 %). À l'inverse, le taux de personnes d'âge supérieur à 60 ans est de 34,6 % la même année, alors qu'il est de 27,9 % au niveau départemental.
En 2018, la commune comptait 1 282 hommes pour 1 474 femmes, soit un taux de 53,48 % de femmes, légèrement supérieur au taux départemental (51,59 %).
Les pyramides des âges de la commune et du département s'établissent comme suit.
| Hommes | Classe d’âge | Femmes |
| ------ | ------------ | ------ |
| 2,0    | 90 ou +      | 6,9    |
| 11,0   | 75-89 ans    | 17,3   |
| 15,6   | 60-74 ans    | 15,6   |
| 18,8   | 45-59 ans    | 16,2   |
| 18,6   | 30-44 ans    | 17,9   |
| 15,6   | 15-29 ans    | 11,4   |
| 18,3   | 0-14 ans     | 14,6   |

| Hommes | Classe d’âge | Femmes |
| ------ | ------------ | ------ |
| 0,7    | 90 ou +      | 2,1    |
| 7,4    | 75-89 ans    | 10,2   |
| 17,7   | 60-74 ans    | 18,6   |
| 20,2   | 45-59 ans    | 19,2   |
| 18,4   | 30-44 ans    | 17,4   |
| 18,6   | 15-29 ans    | 17,2   |
| 17     | 0-14 ans     | 15,3   |

### Enseignement
Aigueperse dépend de l'académie de Clermont-Ferrand.
Elle gère l'école maternelle Petit-Prince et l'école élémentaire Les Jacquemarts.
Les élèves poursuivent leur scolarité au collège Diderot, géré par le conseil départemental du Puy-de-Dôme, puis à Riom, au lycée Virlogeux ou Pierre-Joël-Bonté.
Il existe deux établissements scolaires privés : l'école élémentaire et le collège Saint-Louis.

## Économie

### Emploi
En 2013, la population âgée de 15 à 64 ans s'élevait à 1 484 personnes, parmi lesquelles on comptait 73,3 % d'actifs dont 63,3 % ayant un emploi et 9,9 % de chômeurs.
On comptait 1 366 emplois dans la zone d'emploi. Le nombre d'actifs ayant un emploi résidant dans la zone étant de 952, l'indicateur de concentration d'emploi est de 143,4 %, ce qui signifie que la commune offre plus d'un emploi par habitant actif.
La répartition des 1 279 emplois par catégorie socio-professionnelle et par secteur d'activité est la suivante :
| Échelle     | Agriculteurs exploitants | Artisans, commerçants, chefs d'entreprise | Cadres et professions intellectuelles supérieures | Professions intermédiaires | Employés | Ouvriers |
| ----------- | ------------------------ | ----------------------------------------- | ------------------------------------------------- | -------------------------- | -------- | -------- |
| Commune     | 0,9 %                    | 5,1 %                                     | 9,0 %                                             | 18,9 %                     | 35,9 %   | 30,2 %   |
| Département | 2,4 %                    | 6,5 %                                     | 15,3 %                                            | 24,7 %                     | 28,3 %   | 22,8 %   |
| France      | 1,7 %                    | 6,5 %                                     | 17,2 %                                            | 25,6 %                     | 28,1 %   | 20,8 %   |

| Échelle     | Agriculture | Industrie | Construction | Commerce, transports, services divers | Administration publique, enseignement, santé, action sociale |
| ----------- | ----------- | --------- | ------------ | ------------------------------------- | ------------------------------------------------------------ |
| Commune     | 3,0 %       | 12,7 %    | 7,3 %        | 34,3 %                                | 42,7 %                                                       |
| Département | 3,3 %       | 16,1 %    | 6,8 %        | 41,3 %                                | 32,5 %                                                       |
| France      | 2,8 %       | 12,7 %    | 6,8 %        | 46,1 %                                | 31,6 %                                                       |

850 des 952 personnes âgées de quinze ans ou plus (soit 89,2 %) sont des salariés. Seulement un tiers des actifs travaillent dans la commune de résidence.

### Entreprises
Au 1er janvier 2014, Aigueperse comptait 142 entreprises : 12 dans l'industrie, 23 dans la construction, 93 dans le commerce, les transports et les services divers et 14 dans le secteur administratif.
En outre, elle comptait 164 établissements.
Au 31 décembre 2013, elle comptait 219 établissements actifs (1 097 postes salariés), dont la répartition est la suivante :
| Secteur d'activité    | Agriculture | Industrie | Construction | Commerce, transports, services divers | Administration publique, enseignement, santé, action sociale |
| --------------------- | ----------- | --------- | ------------ | ------------------------------------- | ------------------------------------------------------------ |
| Établissements actifs | 6,8 %       | 6,8 %     | 13,2 %       | 59,8 %                                | 13,2 %                                                       |
| Postes salariés       | 0,5 %       | 18,7 %    | 5,9 %        | 28,7 %                                | 46,2 %                                                       |

En janvier 2010, selon le registre du commerce, Aigueperse comptait 181 sociétés enregistrées sur la commune, des sociétés civiles immobilières à de plus importantes entreprises. Parmi celles dont le siège est situé dans la commune, les plus importantes en termes de salariés sont :
- Sanders Centre Auvergne, fabrication d'aliments pour animaux de ferme ;
- Bac Acier, découpage - emboutissage ;
- De Castro Constructions, construction ;
- Les Imprimeries de la Licorne, imprimerie ;
- Jardin de Limagne, commerce de gros céréales et aliments pour bétail ;
- Europ Voyages, transport routier régulier de voyageurs ;
- Maison Audebert, commerce de gros de matériel agricole ;
- Pvc 4, fabrication d'éléments en matières plastiques pour la construction ;
- Rotopartner, fabrication de produits de consommation courante en plastique ;
- Sarl Limagne Fleurs, commerce de gros de fleurs et plantes.

### Commerce et services
La base permanente des équipements de 2015 recensait quatorze équipements : un supermarché, une supérette, quatre boulangeries, une boucherie-charcuterie, une librairie-papeterie ou marchand de journaux, un magasin de vêtements, un magasin d'électroménager et de matériel audio-vidéo, deux fleuristes, un magasin d'optique et une station-service.
Différentes agences bancaires sont présentes dans la commune : La Banque postale, la Caisse d'Épargne d'Auvergne et du Limousin et le Crédit agricole Centre France.

## Culture locale et patrimoine

### Lieux et monuments
Aigueperse compte six édifices et vingt-sept objets inscrits ou classés aux monuments historiques.

#### Patrimoine religieux

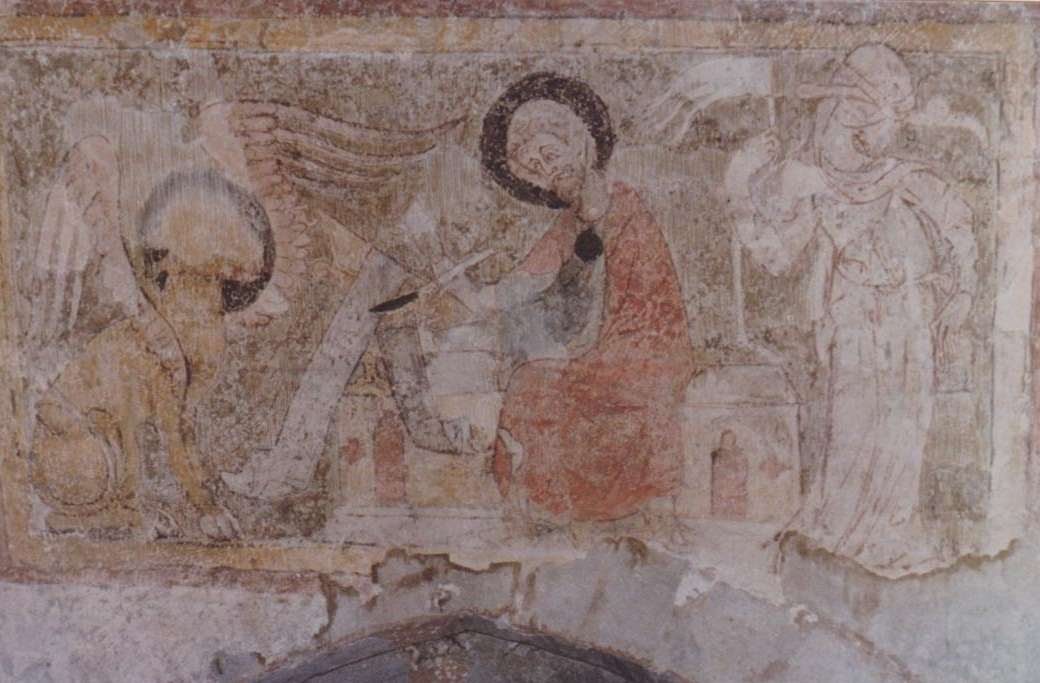
Peintures murales.

- La Sainte-Chapelle d'Aigueperse du XVe siècle. Il s'agit de la chapelle de l'ancien château aujourd'hui disparu. L'édifice est classé aux monuments historiques en 1862[54].
- L'église Notre-Dame des XIIe et XIIIe siècles, classée en 1904 et 1922[55]. Elle fut reconstruite au XVIIIe siècle, puis complètement restaurée au XIXe siècle dans le style gothique. D'importantes peintures murales du XIIIe siècle furent mises au jour en 1977 par Yves Morvan. Le mobilier conservé dans l'église comprend notamment :
  - La Nativité de Benedetto Ghirlandaio, une peinture de 1490 réalisée pour Gilbert de Montpensier, comte de Montpensier et dauphin d'Auvergne.
  - Une statue de saint James du XVIe siècle.
  - La Décollation de sainte Catherine. Fresque du XIIIe siècle déposée en 1968 et reportée sur un panneau de bois posé sur le mur du bas-côté sud.
- L'ancien couvent des clarisses[56], situé à l'est de la Grande rue, qui est aujourd'hui le siège de la communauté de communes Nord Limagne (puis Plaine Limagne). Il a été fondé en 1422 par Marie de Berry et rénové au XVIIIe siècle. Dans l'ancienne chapelle a été aménagée une salle d'exposition, éclairée par trois hautes fenêtres en plein cintre ; deux de ces fenêtres sont encore garnies de vitraux. Le couvent des clarisses d'Aigueperse est resté jusqu'à la Révolution l'un des plus importants d'Auvergne : il comportait encore en 1790 vingt choristes et vingt converses[57].
- L'oratoire de Notre-Dame-de-Bonsecours.
- Une croix du XVIIe siècle.

#### Patrimoine civil

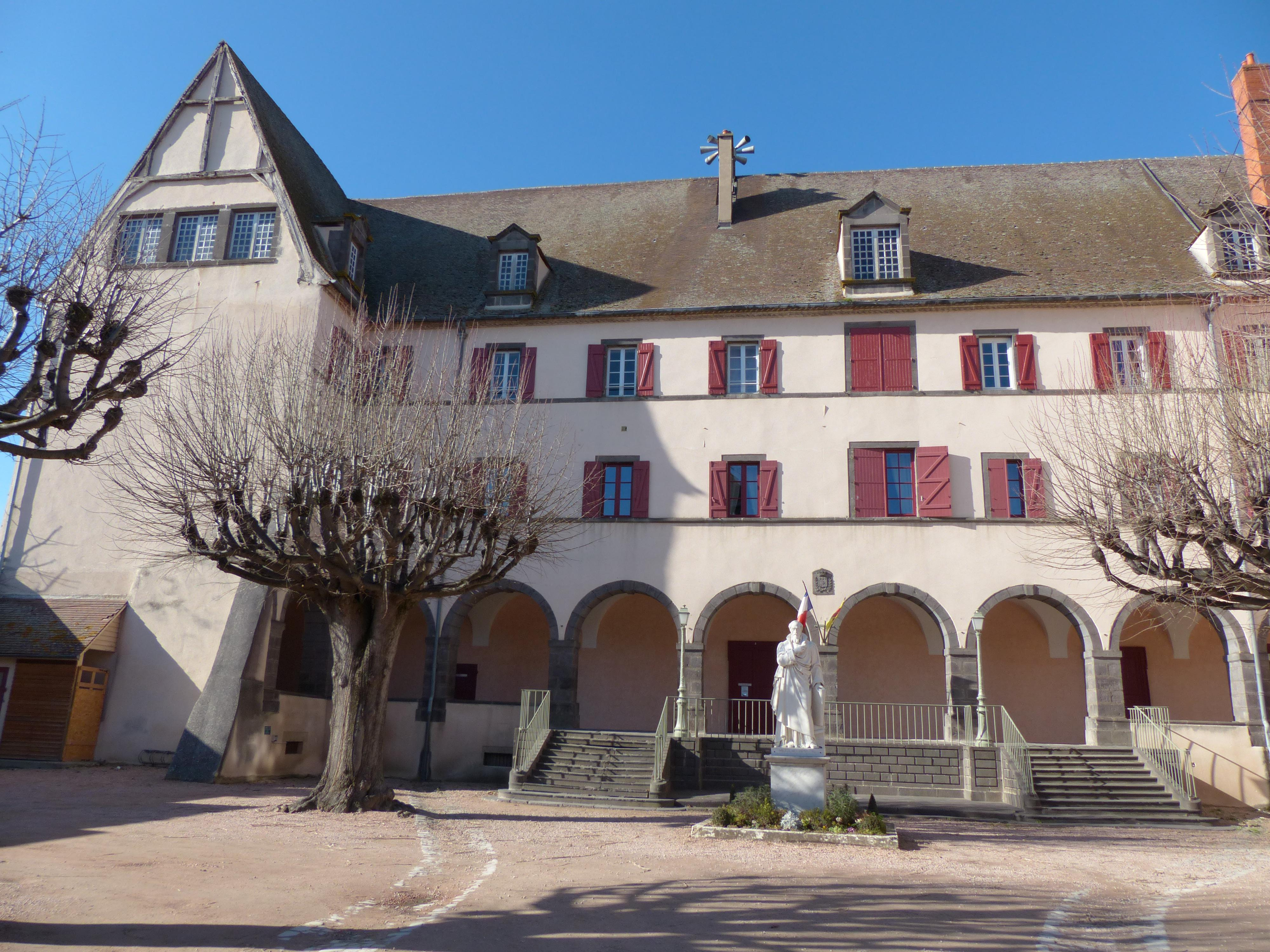
L'hôtel de ville.

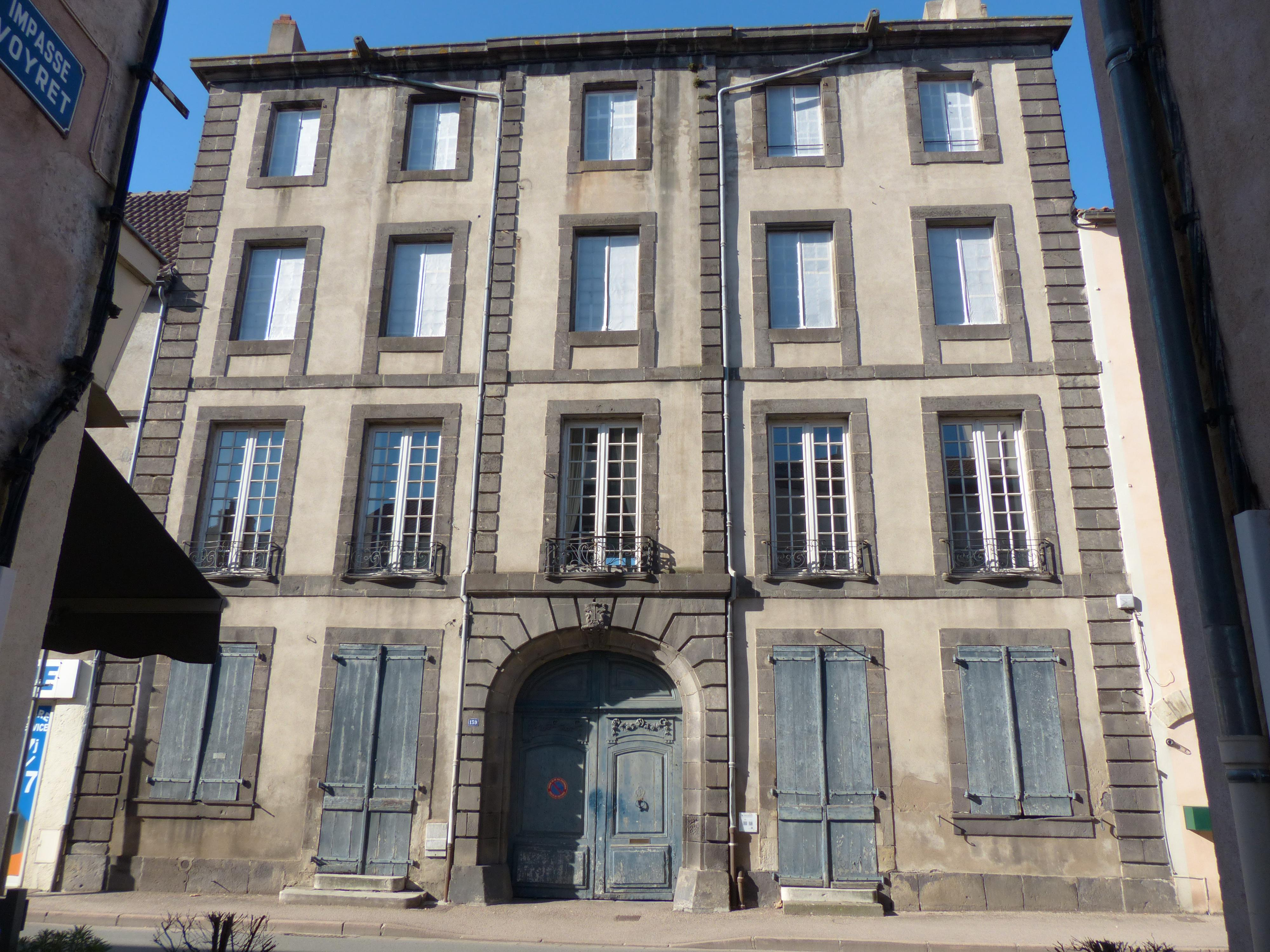
L'hôtel Salneuve.

- L'ancien couvent des Ursulines, construit en 1650, occupé aujourd'hui par l'hôtel de ville (parties inscrites en 1963 et classées en 1975[58]). Son cadran solaire est surmonté d'un beffroi qui renferme une horloge et trois jaquemarts.
- La salle Jeanne-d'Arc dans une maison du quartier du bourg, avec un plafond armorié du XVe siècle classé monument historique le 17 mai 1974.
- L'hôtel de Marillac, de style Renaissance, inscrit aux monuments historiques en 1963[59].
- L'hôtel Coëffier (XVIe siècle),121 grande rue.
- L'hôtel Salneuve (XVIIIe siècle), sur le côté ouest de la Grande Rue.
- D'autres bâtiments des XVe et XVIe siècles.
- Le lavoir de Font-Froide.

### Littérature
- Juliette, l'héroïne du roman Juliette au pays des hommes de Jean Giraudoux, est originaire d'Aigueperse.

### Personnalités liées à la commune
- Pierre Aymé (vers 1310-1373), évêque d'Auxerre.
- Michel de L'Hospital (1505-1573), chancelier de France.
- Pierre de Nesson (1384-avant 1442), poète.
- Jacques Delille (1738-1813), poète.
- Mathieu Salneuve (1815 à Aigueperse-1889 à Vensat), magistrat et homme politique, sénateur du Puy-de-Dôme de 1876 à 1889.
- André Jourdan, juste parmi les nations fondateur de la marque Francine.

### Gastronomie
Les pralines et massepains sont des spécialités de la ville.